# Centraal Levenstestamentenregister
Het Centraal Levenstestamentenregister (CLTR) is in Nederland een landelijk register waarin wordt bijgehouden wie, wanneer en bij welke notaris een levenstestament heeft laten opmaken. Het register wordt beheerd door de Koninklijke Notariële Beroepsorganisatie (KNB) en  (kandidaat-)notarissen registreren alle door hen opgemaakte akten daar. Bij de oprichting ervan, op 2 mei 2011, was het een papieren register en sinds 3 april 2013 bestaat het in digitale vorm.

## Opname in het CLTR
In tegenstelling tot de situatie bij een gewoon testament, is opname in het CLTR niet verplicht en niet bij de wet geregeld. Aan de cliënt die het levenstestament laat opstellen, wordt gevraagd of die bereid is de registratie te laten uitvoeren. De registratie is digitaal en kost 6,50 exclusief BTW. Doel van de lage registratiekosten is dat meer cliënten tot registratie overgaan, zodat levenstestamenten gemakkelijker kunnen worden teruggevonden. 

## Raadpleging van het register
Over de inhoud van een levenstestament is bij het CLTR niets bekend; er is slechts opgeslagen bij welke notaris een levenstestament is opgemaakt. Het register is uitsluitend toegankelijk voor (kandidaat-)notarissen; niet voor particulieren. Elke notaris kan digitaal het CLTR raadplegen en het levenstestament opvragen bij de notaris bij wie het is geregistreerd, of de belanghebbenden verwijzen naar die betreffende notaris. Slechts aan direct belanghebbenden wordt informatie over de inhoud van het levenstestament verstrekt.